# Daniel Nascimento (humorista)
Daniel Alves de Castro Nascimento, mais conhecido como Daniel Nascimento (São Paulo, 1 de setembro de 1982) é um ator, humorista, improvisador, diretor, produtor e roteirista brasileiro. É um dos fundadores da Cia. Barbixas de Humor, com Anderson Bizzocchi e Elídio Sanna, em cartaz desde 2004.

## Carreira
É formado em Rádio e TV pela Universidade São Judas Tadeu, em Realização e Direção para cinema pela London Film Academy, e Roteiro para cinema na UCLA.  
Acompanhado dos amigos Anderson Bizzocchi e Elídio Sanna, fundaram a "Cia Barbixas de Humor", grupo em atividade desde 2004 atuando em diversas mídias (teatro, tv e internet). Atualmente, o canal dos Barbixas no Youtube tem mais de 1 bilhão de visualizações, 14 milhões de acessos por mês e mais de 3 milhões de inscritos.
Iniciou sua carreira na TV em 2009 como ator e improvisador no “Quinta Categoria” na MTV Brasil, juntamente com Marcos Mion. No ano seguinte, agora na Band, integrou o elenco do “É Tudo Improviso”, programa também focado em jogos de improvisação.
Em 2012, Daniel foi diretor da primeira temporada do humorístico “Olívias na TV” e da versão brasileira do “Saturday Night Live"(SNL) na Rede TV. Como roteirista, fez parte da equipe do “Divertics” da TV Globo (2013).
É diretor e criador junto com Rafinha Bastos da série "Chamado Central" (2015-2017), produzida para web e que teve duas temporadas no Multishow.  
No cinema adaptou as traduções de filmes da PlayArte, Sony e Disney. Como dublador, trabalhou nos filmes "O Bom Dinossauro" (Disney/Pixar 2016) e "Procurando Dory" (Disney/Pixar 2016). 
Daniel Nascimento também assina a redação final do "Premio Multishow" (2016, 2017, 2018, 2020 e 2021), diversas cenas da Cia. Barbixas de Humor, a série "Homens?" com Fabio Porchat, no Comedy Central Brasil, e a série LOL - Se Rir, Já Era na Prime Video.

## Filmografia

### Televisão
| Ano         | Título                         | Emissora       | Função                        |
| ----------- | ------------------------------ | -------------- | ----------------------------- |
| 2009        | Quinta Categoria               | MTV Brasil     | Ator/Improvisador             |
| 2010        | É Tudo Improviso               | Band           | Ator/Improvisador             |
| 2011        | Olívias na TV                  | Multishow      | Diretor                       |
| 2012        | Saturday Night Live Brasil     | RedeTV!        | Diretor                       |
| 2013 - 2014 | Divertics                      | Globo          | Roteirista                    |
| 2015        | Tomara que Caia                | Globo          | Ator                          |
| 2016        | Chamado Central                | Multishow      | Criador/Redator Final/Diretor |
| 2016 - 2021 | Prêmio Multishow               | Multishow      | Roteirista Final              |
| 2017        | Chamado Central - 2ª temporada | Multishow      | Criador/Redator Final/Diretor |
| 2019        | Homens?                        | Comedy Central | Chefe de Roteiro              |
| 2021        | LOL - Se Rir, Já Era!          | Prime Video    | Roteirista                    |

### Teatro
| Ano             | Título                                                     | Função       |
| --------------- | ---------------------------------------------------------- | ------------ |
| 2004            | Onde está o riso?                                          | Ator/Diretor |
| 2004            | Em Lata                                                    | Ator/Diretor |
| 2005-2008       | 3                                                          | Ator/Diretor |
| 2007-atualmente | Em Breves                                                  | Ator/Diretor |
| 2007-atualmente | Improvável                                                 | Ator/Diretor |
| 2012-atualmente | Resta 1                                                    | Diretor      |
| 2013-atualmente | Gorila                                                     | Diretor      |
| 2013            | Notícias Improvisadas                                      | Ator/Diretor |
| 2013            | Barbixas em Cena                                           | Ator/Diretor |
| 2014            | Colectivo Internacional                                    | Diretor      |
| 2019            | CIM - Clássicos do Improviso Mundial                       | Ator/Diretor |
| 2019            | Não é Stand up                                             | Ator/Diretor |
| 2021            | The New York Show - Versión Cancun (*Agora na Rua Augusta) | Ator/Diretor |
| 2021            | Barbixas em (até) 91 Cenas                                 | Ator/Diretor |

### Internet
| Ano             | Título                                      | Canal                | Função                  |
| --------------- | ------------------------------------------- | -------------------- | ----------------------- |
| 2007/2008       | Campanha Faculdade Cantareira               | Faculdade Cantareira | Ator/Diretor            |
| 2008-atualmente | Improvável                                  | Barbixas             | Ator/Diretor            |
| 2009/2010       | As Olívias Queimam o Filme                  | As Olivias           | Diretor                 |
| 2013            | SHOTS de Humor                              | Talagada Filmes      | Ator/Diretor            |
| 2013            | Primeira Webserie de Esquetes               | Barbixas             | Ator/Diretor/Roteirista |
| 2013            | Improvável - Ao vivo em Santo André         | Netflix              | Ator/Diretor            |
| 2014            | Campanha Política                           | Barbixas             | Ator/Diretor/Roteirista |
| 2014            | "Namorada" e "Correspondente Internacional" | Porta dos Fundos     | Diretor                 |
| 2015            | Segunda Webserie de Esquetes                | Barbixas             | Ator/Diretor/Roteirista |
| 2015            | PlayMonday - Transformadores de Instantes   | Play Monday          | Co-criador/Diretor      |
| 2015            | Chamado Central                             | Rafinha Bastos       | Produtor/Diretor        |

### Filme
| Ano  | Título                              | Função                             | Personagem    |
| ---- | ----------------------------------- | ---------------------------------- | ------------- |
| 2009 | It's very nice pra xuxu             | Ator                               | Anídio        |
| 2015 | O Bom Dinossauro                    | Dublador                           | Melvin        |
| 2016 | Heróis da Galáxia - Ratchet & Clank | Adaptação do Roteiro para Dublagem |               |
| 2016 | Caça-Fantasmas                      | Adaptação do Roteiro para Dublagem |               |
| 2016 | Procurando Dory                     | Dublador                           | Rudder/Rubens |

## Participações em Festivais
- 2010 - Campeão no torneio de Catch de Impro do Festival Iberoamericano de Teatro de Bogotá[14]
- 2011 - Ator convidado para o 16º Festival de Teatro de Improvisação de Amsterdã[14]
- 2012 - MC de abertura do Festival Internacional de Cinema de Campos do Jordão[15]
- 2012 - Diretor e ator convidado no Festival de Teatro de Curitiba[9]
- 2013 - Improvisador convidado na 2ª Edição do Espontâneo - Festival Internacional de Teatro de Improviso em Portugal
- 2014 - Diretor do espetáculo "Colectivo Internacional" no Improfest - Festival Internacional de Improviso em São Paulo
- 2014 - Ator convidado do espetáculo "Improvisos da Lusofonia" no Festlip - Festival da Língua Portuguesa
- 2022 - Campeão Mundial de Improviso no 1º Campeonato Mundial de Improviso de Portugal - Espontâneo Festival Internacional de Improviso de Portugal